# Plastophora gracilis
Plastophora gracilis är en tvåvingeart som beskrevs av Borgmeier 1961. Plastophora gracilis ingår i släktet Plastophora och familjen puckelflugor. Inga underarter finns listade i Catalogue of Life.